# Rostromyrmex
Rostromyrmex (лат.) — род муравьёв из подсемейства мирмицины (Myrmicinae, Crematogastrini, ранее в Stenammini). Юго-Восточная Азия
.

## Описание
Мелкие земляные муравьи коричневого цвета. Заднегрудка с проподеальными шипиками. Усики у самок и рабочих 9-члениковые, булава 3-члениковая (усики самцов состоят из 10 сегментов). Жвалы рабочих с 6—8 зубцами. Нижнечелюстные щупики 2-члениковые, нижнегубные щупики состоят из 2 сегментов. Голени средних и задних ног без апикальных шпор. Стебелёк между грудкой и брюшком состоит из двух сегментов (петиоль + постпетиоль).
Ранее был в составе трибы Stenammini, а с 2014 года в составе трибы Crematogastrini в качестве корневой клады.
- Rostromyrmex pasohensis Rosciszewski, 1994